# Aaron Praktiknjo
Aaron Praktiknjo ist ein deutscher Wirtschaftswissenschaftler und Ingenieur und Inhaber des Lehrstuhls für Energiesystemökonomik an der RWTH Aachen. Er ist zudem Vorstandsvorsitzender der Gesellschaft für Energiewissenschaft und Energiepolitik (GEE) und Vizepräsident der International Association for Energy Economics (IAEE).

## Leben
Praktiknjo studierte Wirtschaftsingenieurwesen und Bauingenieurwesen an der Technischen Universität Berlin und promovierte dort am  Institut für Energietechnik zum Doktoringenieur (summa cum laude) auf dem Gebiet der Versorgungssicherheit.
2018 und 2019 war Praktiknjo Gastwissenschaftler am Energy Studies Institute der National University of Singapore.
Sein Abitur absolvierte Praktiknjo am Französischen Gymnasium Berlin.

## Forschung
Zu den Forschungsinteressen von Praktiknjo gehören interdisziplinäre Forschungsfragen an den Schnittstellen zwischen Energiewirtschaft, Energiepolitik und Energietechnik. Hier untersucht er insbesondere Themen rund um Bezahlbarkeit, Umweltverträglichkeit und Versorgungssicherheit bei der Versorgung und der Nutzung von Energie.

## Ausgewählte Werke
- Energy Economics – Theory and Applications, Springer-Verlag, 2015 (mit Georg Erdmann und Peter Zweifel), doi:10.1007/978-3-662-53022-1
- Sicherheit der Elektrizitätsversorgung – Das Spannungsfeld von Wirtschaftlichkeit und Umweltverträglichkeit, Springer-Verlag, 2013, doi:10.1007/978-3-658-04344-5
- Could Bitcoin Emissions Push Global Warming Above 2°C?, Nature Climate Change, 2019 (mit Lars Dittmar), doi:10.1038/s41558-019-0534-5
- Does Renewable Electricity Supply Match with Energy Demand? – A Spatio-Temporal Analysis for the German Case, Applied Energy, 2022 (mit Christina Kockel, Lars Nolting, Jan Priesmann), doi:10.1016/j.apenergy.2021.118226
- Can Energy System Modeling Benefit from Artificial Neural Networks? Application of Two-stage Metamodels to Reduce Computation of Security of Supply Assessments, Computers & Industrial Engineering, 2020 (mit Lars Nolting, Thomas Spiegel, Marius Reich, Mario Adam), doi:10.1016/j.cie.2020.106334
- How to Model European Electricity Load Profiles using Artificial Neural Networks, Applied Energy, 2020 (mit Christian Behm und Lars Nolting), doi:10.1016/j.apenergy.2020.115564
- Renewable Electricity and Backup Capacities: An (Un-) Resolvable Problem?, The Energy Journal, 2016 (mit Georg Erdmann), doi:10.5547/01956574.37.SI2.apra
- Stated Preferences based Estimation of Power Interruption Costs in Private Households, Energy, 2014, doi:10.1016/j.energy.2014.03.089